# Любен Герасимов
Любен Николов Герасимов е български дипломат и политик от БКП.

## Биография
Роден е на 9 септември 1906 г. в Ески Джумая в семейството на учител. Член е на БКП от 1931 г. През 1926 г. завършва трета мъжка гимназия в София. От 1926 до 1931 г. учи във Ветеринарно-медицинския факултет на Софийския университет. В периода 1933 – 1944 г. работи в Института за народно здраве, където завежда отдел по производство на серуми за хуманната медицина. През 1934 г. специализира микробиология. Член на БОНСС. Арестуван е за комунистическа дейност. От 1938 до 1941 г. е отговорник на сектор на БКП във втори партиен район. През 1942 г. става член на Областния комитет на БКП в София и секретар на Областния комитет на ОФ. От 1944 до 1948 г. е секретар на Софийския комитет на ОФ. Член на Националния съвет на ОФ и на редколегията на сп. „Стопански проблеми“. От 1948 г. е доцент по микробиология към Ветеринарно-медицинския факултет.
От 1945 до 1948 г. е член на ЦК на БКП, след което до 1957 г. е кандидат-член на ЦК на БКП. От 1949 до 1951 г. е посланик на България в Унгария. Между 1951 и 1956 г. е заместник-министър на външните работи. В периода 1956 – 1963 г. е посланик на България в СССР. От 11 юли 1957 до 2 април 1976 г. е член на ЦК на БКП. След като дипломатическото представителство на България в САЩ е издигнато в ранг на посолство през 1966 г. Любен Герасимов е назначен за извънреден и пълномощен посланик на България в страната. Остава на този пост до 1973 г., когато се пенсионира. С указ № 1372 от 22 септември 1976 г. е обявен за герой на социалистическия труд. Награждаван е още с ордени „Народна свобода 1941 – 1944 г.“ I ст., „9 септември 1944 г.“, два ордена „Георги Димитров“ и съветския орден „Отечествена война“.
Любен Герасимов умира през 1993 година.